# Martin Hohmann

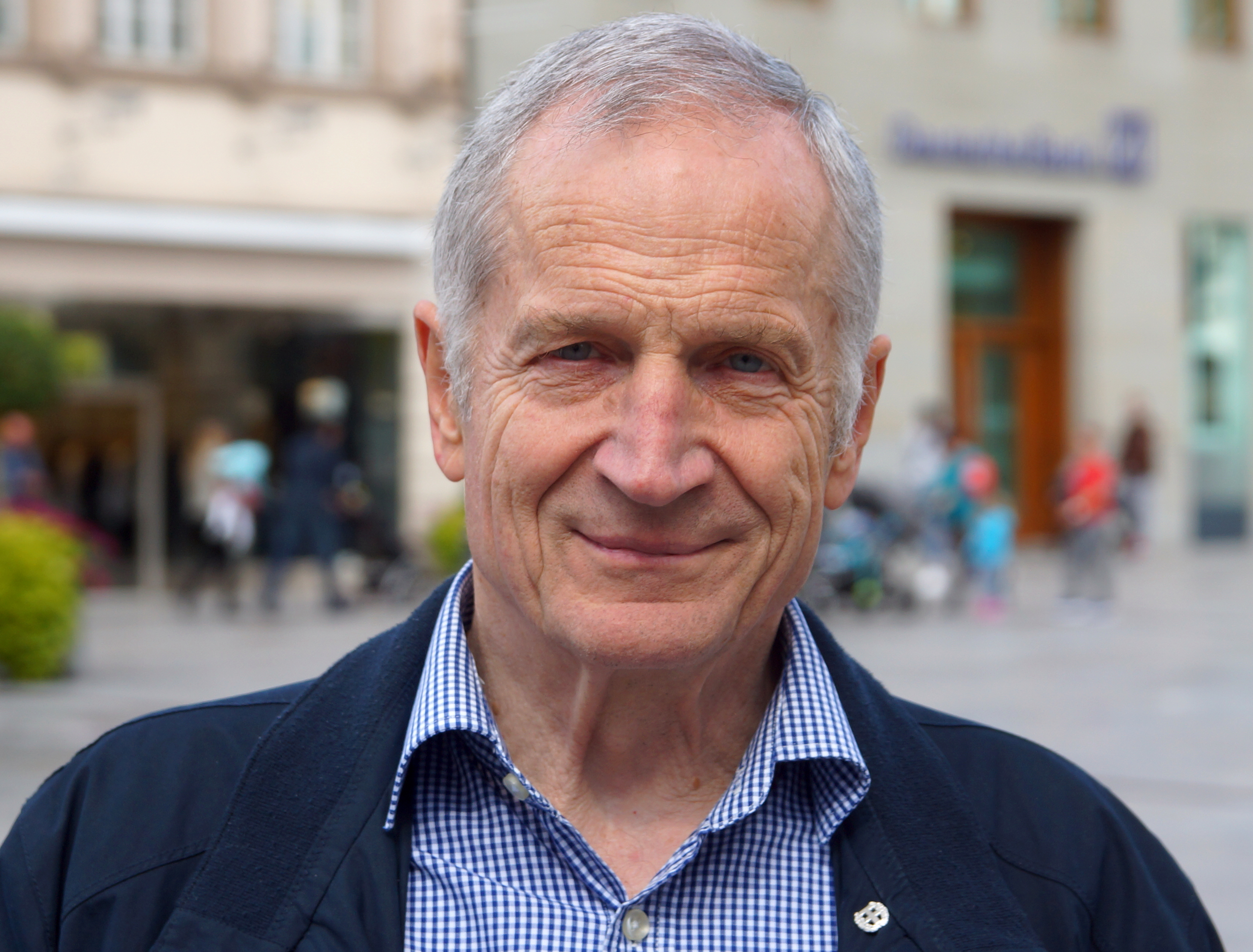
Martin Hohmann (2017)

Martin Hohmann (* 4. Februar 1948 in Fulda) ist ein deutscher Politiker (1980–2004 CDU, seit 2016 AfD). Er war erstmals von 1998 bis 2005 Mitglied des Deutschen Bundestages. Bis 2003 gehörte er dort der CDU/CSU-Fraktion an, anschließend war er nach seinem Ausschluss fraktionsloser Abgeordneter. Seine als antisemitisch bewertete Rede zum Tag der Deutschen Einheit am 3. Oktober 2003 löste die Hohmann-Affäre aus, die im Juli 2004 zu seinem Parteiausschluss führte. Im Jahr 2016 wurde er als Parteiloser über die Liste der AfD in den Kreistag von Fulda gewählt und trat der Partei anschließend bei. Bei der Bundestagswahl 2017 wurde er als AfD-Abgeordneter erneut in den Bundestag gewählt und war dabei der einzige von 94 AfD-Bundestagsabgeordneten mit Bundestags-Erfahrung. Bei der Bundestagswahl 2021 verpasste er den Einzug in das Parlament.

## Leben

### Ausbildung, Beruf und Familie
Hohmann machte im Jahre 1966 auf dem Domgymnasium Fulda sein Abitur. 1967/68 verpflichtete er sich als Soldat auf Zeit bei der Bundeswehr und absolvierte eine Ausbildung zum Reserveoffizier des Heeres (Fallschirmjägertruppe). Er hatte den Dienstgrad eines Majors der Reserve. 
Von 1969 bis 1976 studierte er Rechtswissenschaft in Frankfurt am Main. Nach dem Ersten Staatsexamen und seiner Referendarzeit legte er 1979 das Zweite Staatsexamen ab. Von 1980 bis 1984 war er beim Bundeskriminalamt in Wiesbaden, zuletzt als Kriminaloberrat in der Abteilung Terrorismus.
Hohmann ist verheiratet und hat drei Kinder.

### Politische Laufbahn

#### CDU
Hohmann trat 1980 der CDU bei und gehörte ab 1990 dem Vorstand des CDU-Kreisverbandes Fulda an. Von 1984 bis 1998 war er hauptamtlich Bürgermeister der Gemeinde Neuhof.
1998 wurde Hohmann in den Deutschen Bundestag gewählt, nachdem er sich in der Wahlkreisdelegiertenversammlung gegen einen anderen Kandidaten durchgesetzt hatte. Dieser war vom vorhergehenden Abgeordneten Alfred Dregger vorgeschlagen worden, nachdem Dregger seine eigene erneute Nominierung nicht hatte durchsetzen können. Bei der Bundestagswahl 2002 errang er mit 54 % der Erststimmen das Direktmandat des Wahlkreises 176 (Fulda).
Am 5. Mai 1999 reichte Hohmann zusammen mit anderen Bundestagsabgeordneten einen Antrag ein, der die Errichtung eines Holocaust-Denkmals ablehnen sollte. Am 25. Juni begründete Hohmann diesen Antrag in einer Rede. Das Holocaustdenkmal sei in seinen Augen ein Indiz dafür, dass die Deutschen sich ihre Vergangenheit nicht verzeihen könnten:
„Meine Damen und Herren, viele Menschen fordern uns als Deutsche auf, langsam den Mut zu fassen, unseren Freunden zu sagen: Mehr als zwei Generationen nach diesem riesigen Verbrechen fühlen wir uns sozusagen resozialisiert. Warum? Kein Land hat Verbrechen in seiner Geschichte aufgearbeitet und bereut, Entschädigung und Wiedergutmachung geleistet wie wir. Nach christlichen Maßstäben folgt auf Sünde, Reue und Wiedergutmachung das Verzeihen. Freilich, das Verzeihen kann man nicht erzwingen. Aber von Freunden darf man es erwarten. Fast drei Generationen Bußzeit bis heute. Es sollten nicht sechs oder sieben werden. Insofern wäre das Mahnmal auch monumentaler Ausdruck der Unfähigkeit, uns selbst zu verzeihen.“
Von der evangelikalen „idea-Redaktion“ wurde Hohmann zum Politiker des Jahres 2001 gekürt. Er wurde dafür ausgezeichnet, dass er sich nach dem Terror der Anschläge vom 11. September 2001 „gegen ein falsches Toleranzdenken und eine christlich-muslimische Verbrüderung“ gewandt habe. 2001 berichtete überdies die neurechte Junge Freiheit, für Hohmann seien die islamistischen Terroranschläge des 11. September 2001 eine „neue Chance für ‚rechte‘ Themen“.
2002 lehnte er ein Adoptionsrecht für schwule und lesbische Paare wie in Großbritannien ab und sprach von „unablässige[n] Aktivitäten der Homosexuellenlobby zur Ausweitung ihrer Rechte“ und einer „Denaturierung des Leitbildes der Familie“.

#### Hohmann-Affäre, Fraktions- und Parteiausschluss
Eine als antisemitisch kritisierte Rede Hohmanns zum Tag der Deutschen Einheit am 3. Oktober 2003 löste die sogenannte Hohmann-Affäre aus. In deren Folge wurde er am 14. November 2003 (als zweiter Abgeordneter nach Karlfranz Schmidt-Wittmack) aus der CDU/CSU-Bundestagsfraktion und am 16. Juli 2004 auch aus der CDU Hessen ausgeschlossen.
Infolgedessen war er bis 2005 fraktionsloser Abgeordneter. Bei der Bundestagswahl 2005 trat Hohmann in seinem Wahlkreis Fulda als parteiloser Direktkandidat an, verlor jedoch mit 21,5 % der Erststimmen (39.545 Stimmen) gegen den CDU-Kandidaten Michael Brand, der 39,1 % erreichte. Hohmann erklärte noch am Wahlabend, seine politische Karriere beenden zu wollen.

#### Weitere politische Tätigkeit als Parteiloser
Nach seiner Wahlniederlage 2005 trat er nicht mehr als Kandidat an, verstand sich aber zunehmend als Mahner des christlichen Konservatismus. Das „mit Unionsmehrheit durchgewinkte“ Antidiskriminierungsgesetz habe seine Verbundenheit zur CDU „schwer erschüttert“. Einem Bericht der neurechten Jungen Freiheit zufolge richtete Hohmann ein Sonderkonto für Spenden ein, um eine Verfassungsbeschwerde gegen seinen Ausschluss aus der CDU vor dem Bundesverfassungsgericht finanzieren zu können.
2004 gab Hohmann der österreichischen rechtsextremen Zeitschrift Die Aula ein Interview. Darein erklärte er, sich „sehr gut vorstellen“ zu können, „dass eine klar konservative, patriotische, christliche Partei rechts neben der Union“ für Deutschland „von Vorteil sein könnte“. Zudem referierte er unter anderem beim FPÖ-nahen Neuen Klub in Salzburg und beim von dem rechtsextremen Verleger Dietmar Munier gegründeten Schulverein zur Förderung der Russlanddeutschen in Ostpreußen. Hohmann forderte zudem Unterstützung und „Gerechtigkeit“ für den wegen eines Skandals in einem Priesterseminar unter Druck geratenen St. Pöltner Bischof Kurt Krenn. Hohmann sagte, er wünsche sich „eine Kirche, die standhält und sich den ‚Empörungskartellen‘ mit ihrer ‚Vernichtungslust‘ widersetzt“, und bezeichnete Krenn als „quer zum Zeitgeist“ liegend. Er selbst, so Hohmann, habe erlebt, „welch verheerende Kampagne ein verfälschtes Zitat auslösen“ könne. 2005 unterzeichnete Hohmann den aus Kreisen des rechten Instituts für Staatspolitik initiierten  Appell 8. Mai 1945 – gegen das Vergessen. 2011 hielt er die Rede zum Auftakt der „Nationalwallfahrt“ der Piusbruderschaft in Fulda.

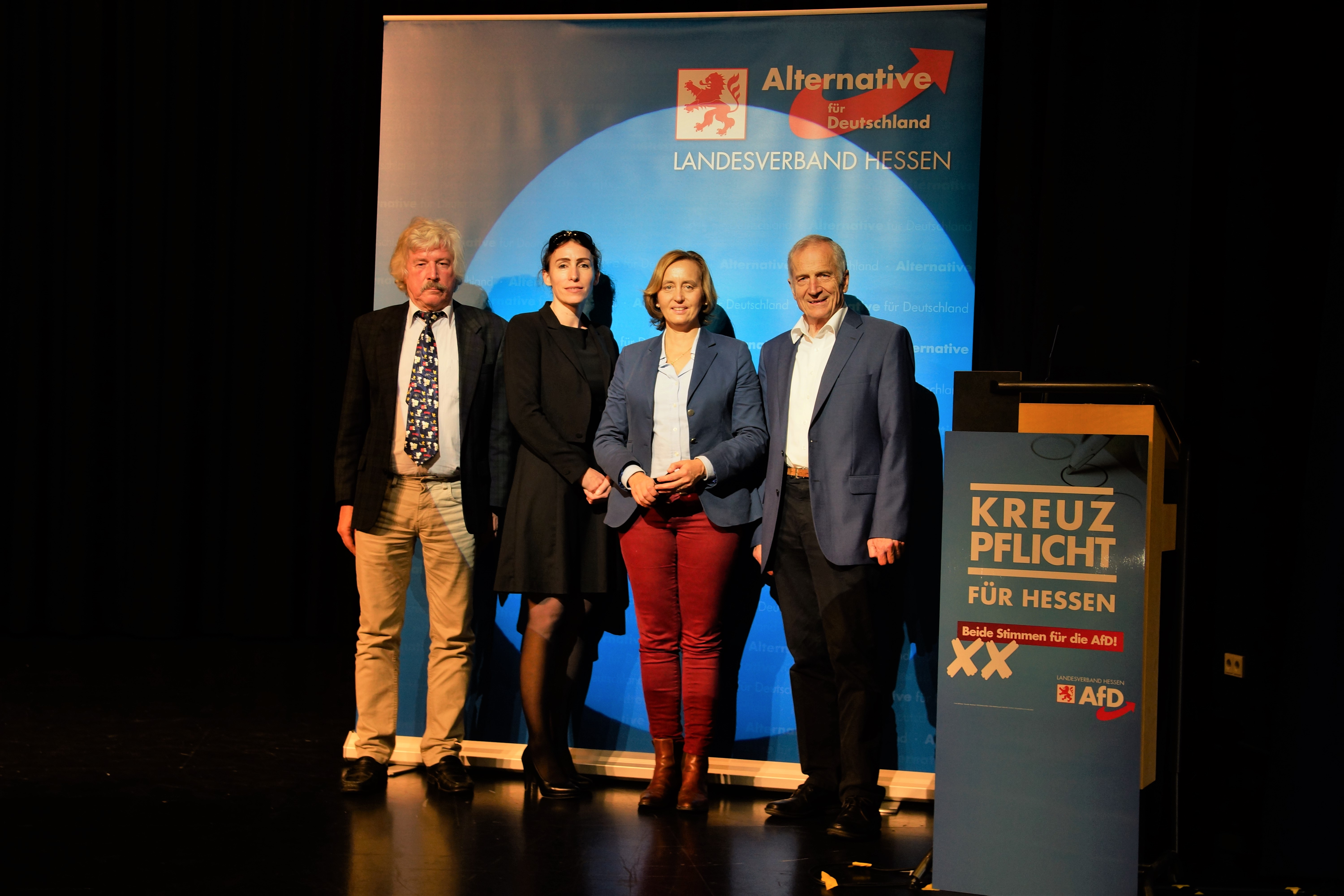
Rainer Rahn, Mariana Harder-Kühnel, Beatrix von Storch und Martin Hohmann in Neuhof (2018)

2012 verbreitete Hohmann in einem Interview mit der Publizistin Eva Herman die These, „eine gewisse Steuerung von interessierter Seite“ stünde hinter der Kritik an ihm und seiner Tätervolk-Rede. Zwar habe er keine Belege  für diese Steuerung, es sei jedoch offensichtlich, dass „einflussreiche Juden dunkle Kapitel jüdischer Geschichte lieber im Dunkeln belassen“ wollten. Als das in der Rechtsextremismusprävention tätige Kulturbüro Sachsen in einem Beitrag die gängige Interpretation wiederholte, dass er die Juden als „Tätervolk“ bezeichnet habe, mahnte Hohmann das Kulturbüro ab und versuchte, ihm die Anwaltskosten dafür aufzuerlegen. Nachdem das Kulturbüro die gewünschte Unterlassungserklärung abgegeben hatte, scheiterte Hohmann mit einer Klage auf Erstattung der außergerichtlichen Rechtsanwaltskosten vor dem Amtsgericht Dresden.

#### AfD
Bei den Kommunalwahlen in Hessen 2016 zog Hohmann als Parteiloser auf Listenplatz 1 der Alternative für Deutschland in den Fuldaer Kreistag ein, wo er von allen 81 gewählten Mandatsträgern die meisten Stimmen erhielt. Im Frühjahr 2016 wurde er AfD-Mitglied, wobei seine als antisemitisch kritisierte Rede vom Jahre 2003 den Beitrittsprozess nicht beeinflusste. Bei der Bundestagswahl 2017 kandidierte er auf Platz 6 der Landesliste der AfD Hessen und zog so erneut in den Bundestag ein. Im Bundestagswahlkampf 2017 warb er bei Facebook mit dem Banner „Meine Nächsten sind nicht die jungen Männer aus Afrika“ für die AfD. Als seine „Nächsten“ bezeichnete Hohmann stattdessen „Rentner“, „Billiglöhner“ und „Familien“. Hierfür wurde er vom Bistum Fulda kritisiert. Generalvikar Gerhard Stanke erklärte dazu wörtlich: „Wer Menschen wegen ihrer Hautfarbe oder Nationalität nicht als Nächste ansieht, stellt sich in Widerspruch zur Heiligen Schrift.“ Auch Wolfgang Hamberger (CDU), ehemaliger Oberbürgermeister von Fulda, äußerte scharfe Kritik. Am 19. April 2018 sprach Hohmann Migranten das Recht ab, öffentlich zu demonstrieren im Zusammenhang mit Protesten gegen einen Polizeieinsatz. Anfang 2019 wurde Hohmann Vorsitzender der AfD im Kreisverband Fulda. Der Verfassungsschutz wies 2019 auf Martin Hohmanns explizite Sympathie für die rechtsextreme Identitäre Bewegung hin.
Im Juni 2019 vertrat Hohmann die Ansicht, dass die CDU eine Mitschuld an dem aus rechtsextremistischen Motiven verübten Mord an Walter Lübcke trage. Wenn es den von Kanzlerin Angela Merkel zu verantwortenden „Massenzustrom an Migranten nicht gegeben hätte“, so seine Begründung, „würde Walter Lübcke noch leben“. Der „Massenzustrom […] mit seinen vielen Morden und Vergewaltigungen“ sei ein „notwendiges Glied in einer Ursachenkette, die zum Tod von Walter Lübcke“ geführt habe. Christian Stöcker nannte daraufhin im Spiegel Hohmann unter Bezug auf dessen Rede vom „Tätervolk“ vom 3. Oktober 2003 (s. o.) einen „der führenden Experten der AfD für Täter-Opfer-Umkehr“. Nach der Logik Hohmanns seien auch „andere faszinierende Kausalketten“ möglich wie die, dass Konrad Adenauer, unter dem wegen einheimischen Arbeitskräftemangels das Anwerbeabkommen mit der Türkei 1961 unterzeichnet wurde, schuld an den Morden des NSU sei. Der wie Hohmann aus demselben Landkreis stammende CDU-Politiker Michael Brand kritisierte, dass Hohmann nicht die Pietät und den Anstand besitze, die Familie Lübckes wenigstens in der Trauerphase mit seiner „völlig wahnwitzigen Rechtfertigung des Mordes […] zu verschonen“, und lehnte ein ihm und dem ehemaligen CDU-Generalsekretär Peter Tauber von Hohmann angebotenes Streitgespräch ab, da er Hohmann und der ebenfalls eingeladenen AfD-nahen Ex-CDU-Politikerin Erika Steinbach „keine Plattform für Hetze unter dem Vorwand von Dialog“ bieten wolle. Nach dem antisemitischen Anschlag auf die Synagoge in Halle/Saale an Jom Kippur 2019 schrieb Hohmann am 10. Oktober 2019 auf Facebook, „Angriffe und versuchte Angriffe gegen Juden“ betrachte er „wie Angriffe gegen uns selbst“, wozu das Portal Queer.de anmerkte, Hohmann würde Juden „damit zugleich als nicht-uns ausgrenzen“. Einen Tag später, nach zunehmender öffentlicher Kritik an der AfD nach dem Anschlag, äußerte er, wer „regelmäßig Nazikeulen“ schwinge, gehe „den Weg des Totalitarismus“ und wandle „den Rechtsstaat in einen Gesinnungsstaat um“.
Seit 13. November 2021 ist Martin Hohmann Ehrenvorsitzender seines Heimatkreisverbandes AfD Fulda; sein Nachfolger als Kreisverbandsvorsitzender ist der Stadtfraktionsvorsitzende Pierre Lamely.

#### Abgeordneter
Im 19. Deutschen Bundestag war Hohmann ordentliches Mitglied im Haushaltsausschuss, im Petitionsausschuss, sowie im Rechnungsprüfungsausschuss. Zudem gehörte er als stellvertretendes Mitglied dem Verteidigungsausschuss an.
Hohmann hat im April 2021 beim Bundesverfassungsgericht in Karlsruhe Verfassungsbeschwerde gegen das Vierte Bevölkerungsschutzgesetz eingereicht.
Bei der Bundestagswahl 2021 verfehlte Hohmann als drittplatzierter Direktkandidat (15,2 %) im Bundestagswahlkreis Fulda den Wiedereinzug in den Deutschen Bundestag, weil Platz 6 auf der Landesliste nicht ausreichte und nur 5 AfD-Abgeordnete über die Landesliste in den Bundestag einzogen.